# Montaña de la Breña
Montaña de la Breña este o arie protejată (arie specială de conservare — SAC, sit de importanță comunitară — SCI) din Spania întinsă pe o suprafață de 26,1 ha, integral pe uscat.

## Localizare
Centrul sitului Montaña de la Breña este situat la coordonatele 28°38′01″N 17°46′52″W / 28.6335°N 17.7812°V.

## Înființare
Situl Montaña de la Breña a fost declarat sit de importanță comunitară în octombrie 1999 pentru a proteja un număr necunoscut de specii din flora spontană și fauna sălbatică aflate în arealul zonei. Situl a fost protejat și ca arie specială de conservare în ianuarie 2010.

## Biodiversitate
Situată în ecoregiunea , aria protejată conține 1 habitat natural: Păduri macaroneziene de dafin (Laurus, Ocotea).
La baza desemnării sitului se află un număr nedeclarat de specii protejate.